# 作花一志
作花 一志（さっか かずゆき、1943年 - ）は、日本の計算天文学者、京都情報大学院大学教授。

## 略歴
山口県立宇部高等学校卒業。京都大学理学部に進み、宇宙物理学を学ぶ。専攻を決めたのは2年のときであったが、もともと天文学への関心は、少年期に読んだ野尻抱影の本に遡るものであった。1967年、京都大学理学部卒業。1974年、京都大学大学院博士課程修了（宇宙物理学専攻），理学博士。京都コンピュータ学院鴨川校校長を経て、京都情報大学院大学教授。日本天文教育普及研究会編集委員長（2004年 - ）。
NPO花山星空ネットワーク理事として天文普及活動を行っている（2007年 - ）

## 主な著作
- 『パソコンによるスカイウォッチング（FD付）』サイエンス社、1995年 ISBN 478190775X
- 『星空ウォッチングのすすめ』オーム社（テクノライフ選書）、1996年 ISBN 4274023303
- 『天文学入門』オーム社、共著　2001年 ISBN 427402461X
- 『歴史を揺るがした星々』恒星社厚生閣、共著　2006年 ISBN 476991041X
- 『Excelで学ぶ基礎数学』共立出版、共著　2000年,2006年 ISBN 4320018060
- 『天変の解読者たち』恒星社厚生閣、2013年 ISBN 9784769914662